# إن نسيتك يا أورشاليم
إن نسيتك يا أورشاليم رواية كتبها المؤلف الأمريكي ويليام فوكنر ونُشرت في عام 1939. نُشرت في الأصل تحت عنوان أشجار النخيل البرية، وهو عنوان إحدى قصتي الرواية. اختير هذا العنوان من قبل دار النشر راندوم هاوس بسبب اعتراضات على اختيار فوكنر. وصدرت منذ ذلك الحين طبعات حملت عنوان (إن نسيتك يا أورشليم) في عام 1990، ويشار إلى الرواية منذ عام 2003 عادةً بكلا الاسمين (أشجار النخيل البرية، إن نسيتك يا أورشاليم).
أشجار النخيل البرية / الرجل العجوز هي مزيج من قصتين هما (أشجار النخيل البرية) و(الرجل العجوز). تخبرنا كلتا القصتين عن وجود علاقة مميزة بين رجل وامرأة. تبدأ الرواية بالفصل الأول (أشجار النخيل البرية)، وتستمر حتى تنتهي بالقسم الأخير (الرجل العجوز).
ترجم جورج لويس بورخيس الرواية إلى اللغة الإسبانية بشكل كامل في مثال جميل عن التقدير الأدبي في عام 1940، ألهم هذا العمل عدد كبير من الروائيين الأمريكيين.
اقتبست عبارة من رواية أشجار النخيل البرية في فيلم (النفس اللاهث) لجان لوك غودار عام 1959، عندما قالت باتريسيا أنها تفضل أن تثقل «بالهموم بدلاً من لا شيء»، ذُكر الاقتباس نفسه في فيلم إجازة فيريس بيولر لجون هيوز عام 1986، عندما واست مديرة المدرسة روني سلون خلال انتظارهما أمام المدرسة. اقتبس من الرواية أيضًا في فيلم ملوك الطريق من تأليف ويم ويندرز لعام 1976 حيث قرأ أحد أبطال الفيلم الرواية وهو سائق شاحنة بين الحين والآخر. تقول آغنيس فاردا في فيلمها الذي حمل عنوان شواطئ آغنيس: «إنَّ بنية رواية فوكنر ألهمتها في فيلمها الأول».

## حبكة الرواية
كتبت كل قصة على خمسة فصول وقدمت تفاعلًا كبيرًا بين الأحداث الروائية. تحكي رواية أشجار النخيل البرية قصة هاري وشارلوت، اللذان يجتمعان ويقعان في حب محظور ويسافران خارج بلدهم للعمل، ويعقان في النهاية في مأساة عندما يؤدي الإجهاض الذي أجراه هاري لتشارلوت إلى موتها. قصة الرجل العجوز هي قصة سجين أُجبر على مساعدة ضحايا الفيضان وأنقذ امرأة حامل خلال ذلك. جرفتهم فيضانات ولاية الميسيسيبي بعيدًا ثم ولدت طفلاً. وقد نجى في النهاية هو والمرأة، ثم سلم نفسه وعاد إلى السجن.